# Pascal Aka
Pascal Aka es un director de cine, actor, director musical y productor marfileño, conocido por su trabajo en "Jamie and Eddie: Soul of Strifie (2007)", "Evol (2010)" y "Double-Cross", que obtuvo varias nominaciones en los Ghana Movies Award 2014.

## Carrera
Nacido en Abiyán, Costa de Marfil, Aka creció en Ghana. Asistió a la Universidad de Carleton con sede en Ontario, donde estudió el "programa de estudios cinematográficos" y fue aprendiz en la Cooperativa de Cineastas Independientes de Ottawa, en la cual se desempeñó como director general, presidente del comité de diversidad y vicepresidente. En su película debut "Jamie and Eddie: Souls of Strife", produjo, dirigió y coprotagonizó a los 21 años. Después de 9 años en Canadá, regresó a Ghana y comenzó su propia compañía de producción llamada "Breakthrough Media Productions".

## Filmografía
| Año  | Título                                   | Rol                                   |
| ---- | ---------------------------------------- | ------------------------------------- |
| 2007 | Jamie and Eddie: Souls of Strife (Short) | Escritor, director, productor         |
| 2010 | Evol                                     | Escritor, productor, director         |
| 2011 | Mind Rush                                | Escritor, productor, director         |
| 2012 | Redemption                               | Escritor, productor, director         |
| 2013 | Mr. Q                                    | Escritor, productor, director,        |
| 2014 | Double-Cross (cortometraje)              | Director                              |
| 2014 | The Banku Chronicles (cortometraje)      | Director, productor, escritor         |
| 2015 | Interception                             | Productor asociado, director          |
| 2015 | Ghana Police (cortometraje)              | escritor, productor, editor, director |
| 2016 | Her First Time (Cortometraje)            | Productor, director                   |
| 2017 | Black Rose                               | Productor, director, escritor         |

## Premios y reconocimientos
| Año  | Premio                                              | Categoría                                  | Película                         | Resultado |
| ---- | --------------------------------------------------- | ------------------------------------------ | -------------------------------- | --------- |
| 2009 | Action on Film Festival Internacional de Cine       | Mejor secuencia de acción                  | Jamie and Eddie: Souls of Strife | Ganador   |
| 2009 | Action on Film Festival Internacional de Cine       | Mejor largometraje extranjero              | Jamie and Eddie: Souls of Strife | Nom       |
| 2010 | Action on Film Festival Internacional de Cine       | Mejor secuencia de acción: función         | Evol                             | Nom       |
| 2010 | Action on Film Festival Internacional de Cine       | Mejor película de guerrilla - Largometraje | Evol                             | Nom       |
| 2014 | Premios de Cine de Ghana                            | Mejor director                             | Double-Cross                     | Nom       |
| 2014 | Premios de Cine de Ghana                            | Mejor imagen                               | Double-Cross                     | Ganador   |
| 2014 | Premios de Cine de Ghana                            | Mejor Cinematografía                       | Double-Cross                     | Ganador   |
| 2014 | Premios de Cine de Ghana                            | Mejor cortometraje                         | Policía de Ghana                 | Ganador   |
| 2014 | Festival de Cine Francófono de Acra                 | Mejor comedia                              | Sr. Q                            | Ganador   |
| 2016 | Festival Internacional de Cine en Tiempo Real (RTF) | Mejor cortometraje africano                | Su primera vez                   | Ganador   |
| 2016 | Festival de Cine Africa in Motion                   | Mejor cortometraje                         | Rosa negro                       | Nom       |